# キミ (カバネ)
キミ（君、公、岐彌、枳美）は、ヤマト政権のもとで行われた姓（かばね）の一つ。

## 概要
キミは元々首長の尊称で、「支弥」や「岐彌」の字が当てられていた。しかし姓氏制度が整い、「君」姓と「公」姓に区別されるようになった。「君」の大部分は中小豪族で、330あまりの氏族が数え上げられ、「三輪君」・「犬上君」など畿内及びその周囲に多い。地方豪族にも授けられ、関東の「上毛野君」（かみつけぬのきみ）・「下毛野君」（しもつけぬのきみ）、九州の「筑紫君」や「筑紫火君」などがあげられる。8世紀以降になると、 蝦夷・ 隼人の首長にも与えられたという。
「公」は主として、「息長公」・「多治比公」・「当麻公」など、 応神天皇以後、あるいは 継体天皇以降の 皇族の後裔と称する皇親氏族に与えられた。大和政権の王が 大王（おおきみ）と称するようになると，君・公は「姓」として位置づけられるようになり、「大王」はその大なるものとして豪族を超越するものへと発展していった。
天武天皇13年10月（684年）に八色の姓が制定され、その日のうちに「公」氏族は、最高位の真人（まひと）を賜姓されている。また11月には「君」氏族の一部が「臣」氏族とともに「朝臣」に改姓させられたが、「君」のまま据え置かれたものも多かったという。天平宝字3年（759年）、「君」も「公」姓と表記するように定められた。

## 起源
「キミ」の称号が見られる最も古いと思われる文書は『日本書紀』継体天皇7年（513年?）の『百済本記』で、穂積臣押山が「委意斯移麻岐彌（わのおしやまきみ）」と表記されている。当時、百済ではキミの称号が流通しており、久羅麻致支彌、印支彌、鷹奇岐彌、爲哥岐彌などが知られている。554年に筑紫国造が戦功によって百済の威徳王に「鞍橋君」という称号を与えられた（『日本書紀』舒明天皇15年条）。李基文によれば「キミ」は新羅国主の称号「今（尼師今、尼叱今）」に起源する。新羅第5代国主「婆娑尼師今」は『日本書紀』神功皇后摂政前紀にある新羅王「波沙寐錦（はさむきむ）」と考えらえており、国主号「尼師今（にしきん nisi-kin）」が古くは「寐錦（むきむ mu-kim）」と書かれている。広開土王碑に「新羅寐錦」、中原高句麗碑に「東夷之寐錦」、蔚珍鳳坪碑に「寐錦王」と書かれており、「寐錦」は新羅の固有の君主号と考えられている。「今 (kin)」や「錦 (kim)」は「キミ(kimi)」に対応する。

## オオキミ
オオキミ（大君、大王）はキミの中の第一の者という意味で、天皇号が使われる以前の、ヤマト政権の支配者の称号として使われた。推古紀二十年条（612年）に「於朋耆彌」と書かれ、『隋書』開皇二十年条（600年）には「阿輩雞彌」と書かれている。天皇号が普及するにしたがい、オオキミの称号は天皇だけでなく、皇子や皇女に対しても用いられた。

## マエツキミ
マエツキミは「前つ君」、すなわちオオキミ（天皇、大王）の前にいるキミ（臣）の意味で、朝廷の合議に参加する者の称号である。マエツキミの音仮名には「魔幣菟耆瀰」（景行紀）や麻卑兜吉寐（『翰苑』）が当てられている。『日本書紀』によれば推古天皇代に大伴咋連、蘇我豐浦蝦夷臣、坂本糠手臣、阿倍鳥子臣をマエツキミ（大夫）と呼んでいる。景行紀には武內宿禰を「棟梁之臣（むねとるまちきみ）」と呼び、「マチキミ（侍臣）」が「マエツキミ（前臣）」の古い呼び名の可能性がある。臣連制度が展開するに及んで「マエツキミ」は使われなくなった。